# Berck
Berck – miejscowość i gmina we Francji, w regionie Hauts-de-France, w departamencie Pas-de-Calais.
Według danych na rok 1990 gminę zamieszkiwało 14 167 osób, a gęstość zaludnienia wynosiła 952 osób/km² (wśród 1549 gmin regionu Nord-Pas-de-Calais Berck plasuje się na 48. miejscu pod względem liczby ludności, natomiast pod względem powierzchni na miejscu 131.).
Na plaży w Berck około Wielkanocy odbywa się znany na całym świecie coroczny festiwal latawców (fr. Rencontres internationales de cerfs-volants).